# Lenda de Machim

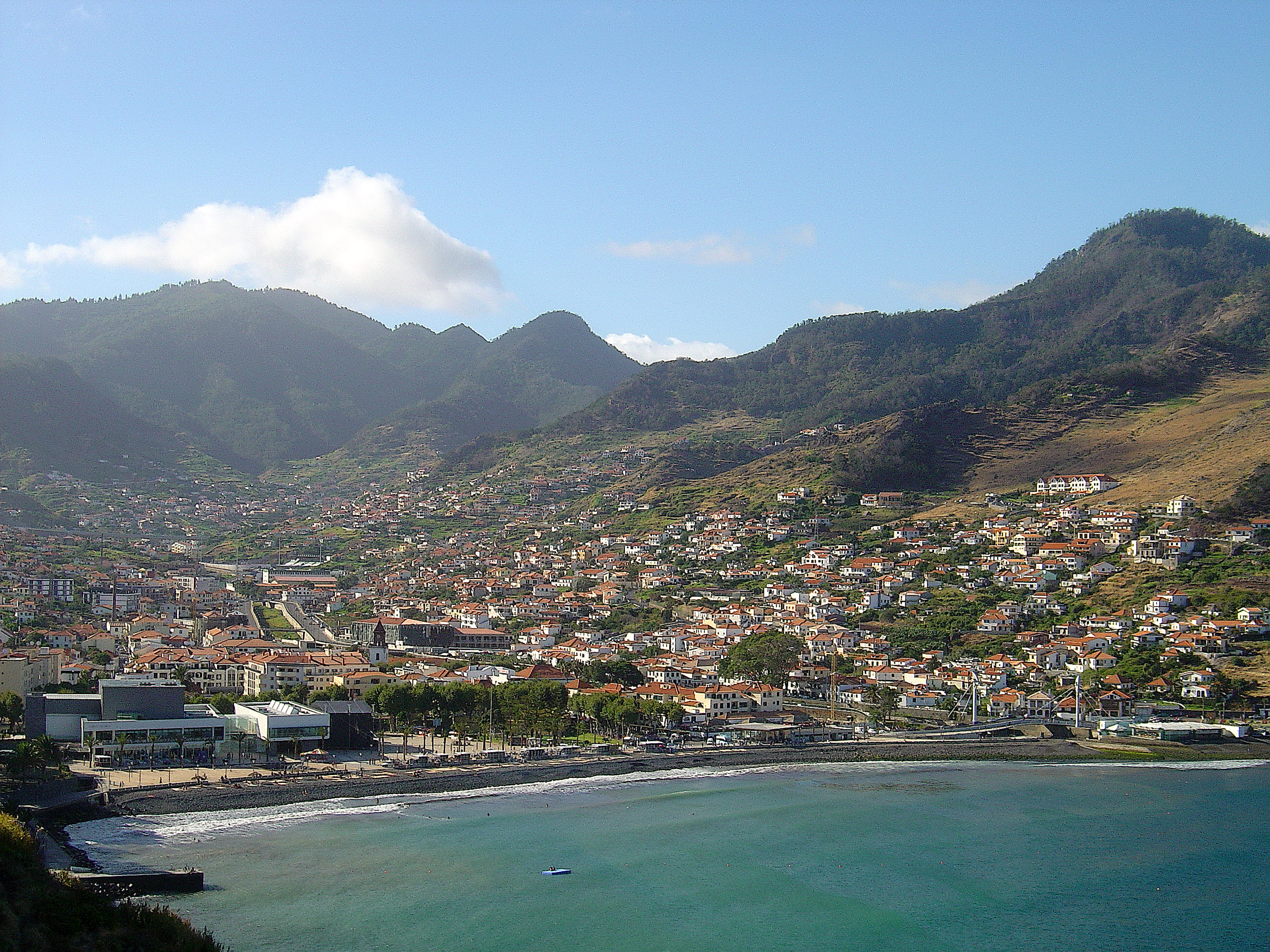
Machico.

A lenda de Machim é uma tradição popular narrativa essencialmente oral, embora com alguns registos escritos ao longo dos tempos, sobre a suposta descoberta da ilha da Madeira por Roberto Machim e o papel deste na origem do nome da localidade de Machico.

## A lenda
Segundo alguns registos, a ilha da Madeira teve como primeiros habitantes (e descobridores) um jovem inglês de nome Roberto Machim, alguns dos seus correligionários, e a sua amada, Ana de Arfet. A Epanáfora Terceira Amorosa, datada de 1654, de Francisco Manuel de Melo relata este episódio. Também é referido no Elucidário Madeirense, embora, pela sua natureza vasta, os autores tenham-se baseado em outras fontes.
Segundo a lenda, entre o final do século XIV e o início do século XV existiu em Inglaterra um jovem chamado Roberto Machim. Estava enamorado de uma dama inglesa, Ana de Arfert (ou Ana de Harfert), que correspondia ao seu amor, mas por vontade dos seus familiares, esta deveria casar com um nobre.
Machim combinou com alguns dos seus amigos em resgatar a noiva antes do casamento e levá-la de barco para França, então em guerra contra os ingleses na Guerra dos Cem Anos. A data da fuga foi combinada com a jovem para as vésperas do dia do casamento.
Fugindo para longe da costa inglesa, os amantes foram quase de imediato assolados por uma tempestade que os fez perder o rumo pretendido. Sofrendo agruras devido à tempestade, e não tendo a bordo um piloto experiente que os voltasse a colocar no rumo, andaram à deriva durante dias até que viram ao longe uma "grande mancha verde". Apesar do medo perante o desconhecido, o desespero levou-os a aproximarem-se. Viram-se então em frente à ilha que mais tarde se designaria por ilha da Madeira.
Por a dama encontrar-se doente após tanto tempo no mar, desembarcaram na enseada que é hoje a baía de Machico. O seu desespero por terra firme era tal que saíram sem tomarem as devidas providências quanto à ancoragem do barco. Após explorarem aquele pequeno bocado da ilha e de terem saciado a sua sede, aperceberam-se que nova tempestade se avizinhava. Procuraram refúgio por entre as raízes de uma frondosa árvore que lá se encontrava - o diâmetro da circunferência do tronco desta era tal que na sua base havia uma concavidade que conseguia albergar muita gente sem que houvesse falta de espaço.
Após amainar a tempestade aperceberam-se que o mar tinha-lhes levado o barco. A dama desesperada, cujo estado de saúde estava já debilitado, viria a falecer passados poucos dias. Machim ergueu uma enorme cruz em madeira junto à sepultura da sua amada (perto da frondosa árvore onde haviam encontrado abrigo), e foi afectado por uma melancolia tal que, em menos de uma semana juntou-se à sua amada na morte.
Todos os restantes membros da expedição que lá ficaram, tentando sobreviver. Alguns sucumbiram, outros resistiram até à passagem de um barco de mouros que os resgatou - não que sem antes tivessem gravado na cruz uma breve história dos dois amados e os levou para o Norte de África, para serem vendidos como escravos. Um destes teria sido resgatado por um dos pagamentos pela libertação de cativos que os cristãos faziam com os negociantes africanos. Sobreviveu assim alguém que contou a saga de Machim, tendo chegado rumores dessa descoberta aos portugueses.
A lenda refere que os "primeiros" descobridores portugueses, quando aí chegaram alguns anos depois, conseguiram descobrir a cruz de madeira e a inscrição. Ergueram a primeira capela da ilha na concavidade da árvore, atribuindo assim o nome de Machico em honra dessa inscrição. A origem destes relatos é duvidosa, pois não há relatos escritos do achado da cruz pelos descobridores portugueses e, segundo consta, baseia-se em registos desse sobrevivente que ficaram nos arquivos marítimos ingleses.
A divulgação desta história coincidiu com um período difícil da história portuguesa, a restauração da independência em 1640, época em que houve grandes concessões da coroa portuguesa. Por altura do casamento de Catarina de Bragança, filha de D. João IV, com Carlos II de Inglaterra, houve uma dádiva de algumas possessões ultramarinas no dote da princesa. Consta que a segurança da aliança com a Inglaterra, face à ameaça da poderosa Espanha, foi tão valorizada que a rainha portuguesa D. Luísa de Gusmão sondou os negociadores do tratado sobre a eventualidade de acrescentar igualmente a ilha da Madeira no dote da sua filha - acabando por tal não acontecer.
Mas tanto a lenda como esta última eventualidade são meras especulações e tradição popular, requerindo fundamentação.